# Cossano Belbo
Cossano Belbo (piemontesisch Cossan an Belb) ist eine Gemeinde in der italienischen Provinz Cuneo (CN), Region Piemont.

## Lage und Einwohner
Cossano Belbo liegt etwa 83 Straßenkilometer nordöstlich von der Provinzhauptstadt Cuneo entfernt am Belbo im Flusssystem des Po in der Weinregion Langhe. Das Gemeindegebiet umfasst eine Fläche von 20,54 km² und hat 868 Einwohner (Stand 31. Dezember 2023).
Die Nachbargemeinden sind Camo, Cessole, Loazzolo, Mango, Rocchetta Belbo, Santo Stefano Belbo und Vesime.

## Geschichte

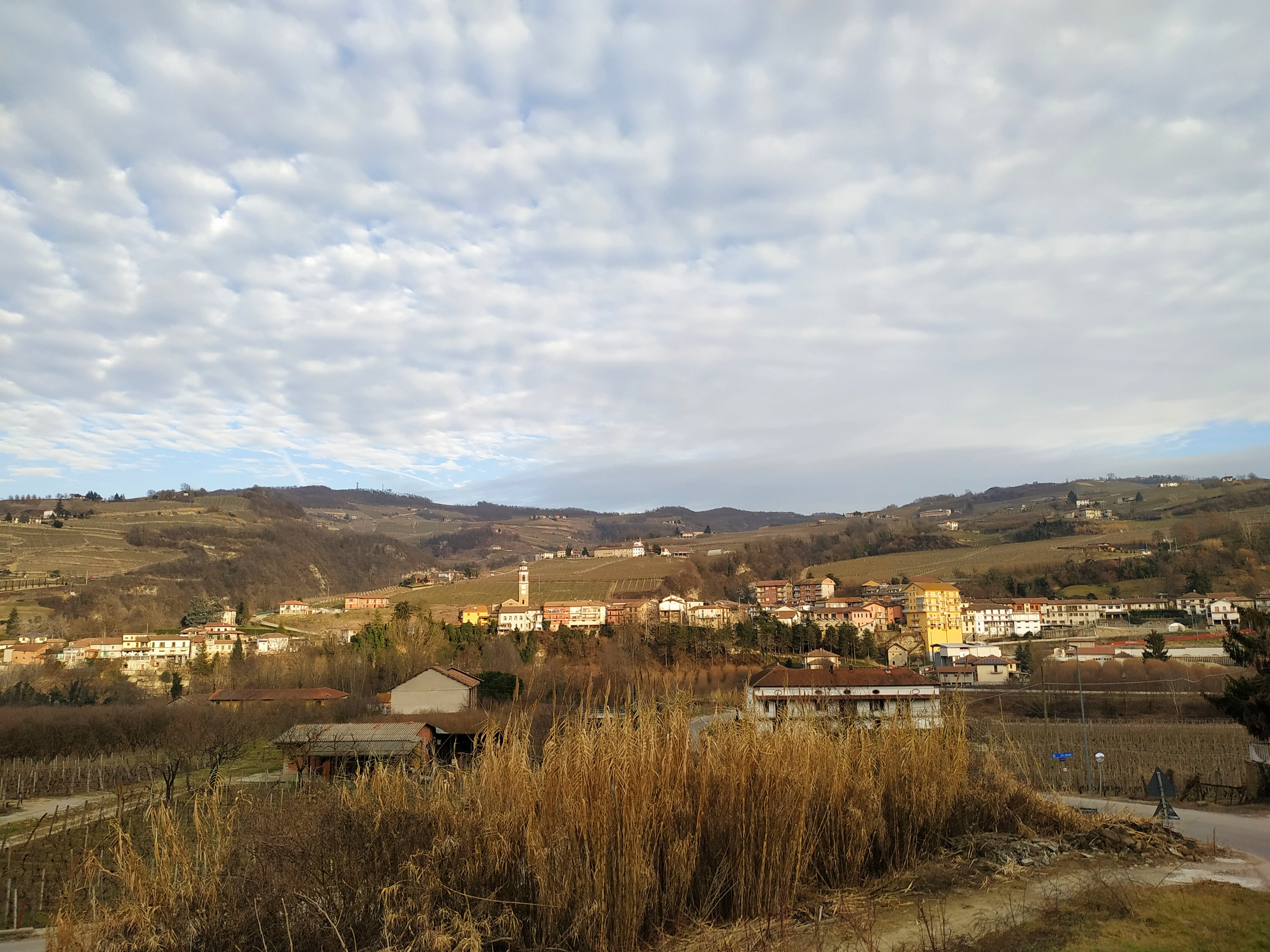
Panorama

Der Ortsname, der in Urkunden ab Ende des 12. Jahrhunderts in den Formen „Cossanum“ und „Coxanus“ vorkommt, wurde gegen Mitte des 13. Jahrhunderts als „Villa Cosani de Valle Belbi“ bezeugt und ist wahrscheinlich ein Prädial, das aus dem lateinischen Stab COTTIUS und dem Suffix -ANUS gebildet wird. Die Angabe, die dazu dient, den Ort von Cossano Cavanese in der Provinz Turin zu unterscheiden, spiegelt den Namen des nahegelegenen Baches wider, der möglicherweise von einem vorlateinischen Wort abgeleitet ist und mit „Melbus“ übereinstimmt. 
Die ersten historischen Ereignisse des Dorfes lassen sich bis ins Mittelalter zurückverfolgen, als die Armee von Asti und die Armee von Karl von Anjou in seiner Nähe kämpften und das Volk der Asti siegte. Jahrhundertelang stand es im Konflikt mit den Privilegien der verhassten Feudalherren, der Markgrafen von Busca.
Sehenswert ist die Pfarrkirche, die San Giovanni Battista gewidmet ist und in deren Inneren sich vier wertvolle Fresken befinden. Erwähnenswert ist auch das Heiligtum der Madonna della Neve, das rund zwanzig Votivgaben aufbewahrt und einen sehr eindrucksvollen Aussichtspunkt darstellt.

## Spezialitäten im Weinbau
In Cossano Belbo werden Reben für den Dolcetto d’Alba angebaut, einen Rotwein mit DOC-Status. Die Beeren der Rebsorten Spätburgunder und Chardonnay dürfen zum Schaumwein Alta Langa verarbeitet werden. Die Muskateller-Rebe für den Asti Spumante, einen süßen DOCG-Schaumwein mit geringem Alkoholgehalt, sowie für den Stillwein Moscato d’Asti wird hier ebenfalls angebaut.
Fratelli Martini Secondo Luigi, eines der größten Weingüter Italiens, ist seit 1947 in Cossano Belbo ansässig.